# L’Antiquité classique
L’Antiquité classique ist eine seit 1932 jährlich in Belgien erscheinende peer-reviewte Fachzeitschrift zur Klassischen Altertumswissenschaft.
Sie befasst sich mit Gegenständen der griechischen und römischen Antike, wobei die Disziplinen Klassische Philologie, Alte Geschichte und Klassische Archäologie abgedeckt werden.
Die Zeitschrift ist in die Rubriken Articles, Mélanges, Chroniques und Comptes rendus unterteilt. Unter der Rubrik Articles werden längere Aufsätze erstveröffentlicht, die Rubrik Mélanges enthält kürzere Aufsätze und ausführlichere Buchbesprechungen. Unter Chroniques werden Beiträge veröffentlicht, in denen der aktuelle Forschungsstand zu einem Thema überblicksartig zusammengefasst wird. Die Rubrik Comptes rendus bietet zwischen drei- und vierhundert Rezensionen zu Monographien, die im Vorjahr neu erschienen sind.
Bis 2016 sind 85 Ausgaben der L’Antiquité classique erschienen.
Begründet wurde sie von Joseph Bidez, Albert Joseph Carnoy, Franz Cumont und Armand Delatte.
Herausgegeben wird die Zeitschrift von der Association L’Antiquité classique, finanziert wird sie mit Mitteln der Fondation Universitaire sowie dem Fonds National de la Recherche Scientifique. Dem Redaktionsdirektorium gehören derzeit (2016) an:
- Jean-Charles Balty
- Daniel Knecht
- Monique Mund-Dopchie
- Vinciane Pirenne-Delforge
- Léon Lacroix (Ehrendirektor, gestorben 2016)